# Viêm màng não
Viêm màng não là bệnh chứng do viêm lớp màng mỏng bao bọc não và hệ thần kinh cột sống. Đa số là do vi trùng hay siêu vi trùng từ nơi khác trong cơ thể qua máu lan vào dịch não tủy, nhưng một số rất ít cũng có thể do loại nấm hay ký sinh trùng. Một số khác do phản ứng với hóa chất hay bệnh tự miễn nhiễm. Viêm màng não khác với viêm não ở chỗ chưa thực sự viêm vào tới não bộ. Triệu chứng điển hình của viêm màng não là đau đầu, nóng sốt, cứng cổ, buồn ói, sợ ánh sáng, co giật, hôn mê. Viêm màng não do virus thường khỏi trong vòng vài ngày, nhưng nếu do vi trùng bệnh có thể rất trầm trọng và gây tử vong nếu không được chữa trị kịp thời.

## Dịch tễ học và nguyên nhân
Trước khi có vắc-xin chống viêm màng não, bệnh này thường thấy ở trẻ dưới 5 tuổi, nhưng ngày nay, do các chiến dịch tiêm chủng, viêm màng não (VMN) thường thấy nhiều hơn ở người tuổi 15 đến 24 và ở người lớn tuổi.
VMN do vi trùng vẫn còn gây nhiều tử vong và khuyết tật trên toàn thế giới.
Riêng tại Hoa Kỳ: khoảng 3/100.000 người bị VMN do vi trùng. Khi trước, ba loại vi trùng chính là H influenzae type B (HIB), meningococcus, và pneumococcus. Nhưng sau các đợt tiêm chủng thống kê bệnh thay đổi nhiều. Năm 1987 có 20 ngàn trẻ dưới 5 tuổi bỉ VMN do H. influenzae. Đến 1998 chỉ còn 255.
| Vi khuẩn         | 1978-1981 | 1986 | 1995 |
| ---------------- | --------- | ---- | ---- |
| H. influenzae    | 48%       | 45%  | 7%   |
| L. monocytogenes | 2%        | 3%   | 8%   |
| N. meningitidis  | 20%       | 14%  | 25%  |
| S. agalactiae    | 3%        | 6%   | 12%  |
| S. pneumoniae    | 13%       | 18%  | 47%  |

Mặt khác, một loại dòng vi trùng Pneumococcus không thể trị bằng thuốc penicillin đang phát triển khắp thế giới - khoảng 41-56% tại Đông Nam Á và Đông Á. Trong một cuộc nghiên cứu tại Hoa Kỳ năm 1998, trên 8 tiểu bang, trong số 3.335 ca bệnh do vi trùng pneumococcus, 10,2% có thể kháng lại penicillin, và 13.6% penicillin gần như hoàn toàn bất lực.
Khi bệnh nhân mắc chứng viêm màng não nhưng không tìm được vi trùng thì gọi là VMN vô khuẩn (aseptic meningitis). Siêu vi trùng là nguyên nhân chính của VMN vô khuẩn, khoảng 10.9/100.000 người bị bệnh này. Khi được chẩn định đúng đắn, 55-70% tìm ra được siêu vi trùng, trong đó 90% là loại enterovirus. Siêu vi trùng Herpes tìm được trong khoảng 0,5-3% căn bệnh - xảy ra khi bị bệnh nhân mắc phải mụn rộp hạ bộ lần đầu. Trong những người không được tiêm phòng, siêu vi trùng bệnh quai bị gây ra khoảng 30% số VMN vô khuẩn, giới nam nhiều hơn 2-5 lần giới nữ
Tại các nước chậm tiến thiếu y tế và công tác tiêm chủng yếu kém, tỉ lệ bệnh viêm màng não cao hơn rất nhiều.
Ngoài nguyên nhân từ vi trùng, và siêu vi trùng, một số VMN do nấm hay các loại ký sinh trùng (động vật đơn bào, giun v.v...). Một số khác do các chất độc tố hóa học; hay do bệnh tự nhiễm như bệnh lupus; hoặc do tai nạn chấn thương đầu.

## Triệu chứng
Khi nhiễm trùng, bệnh nhân thường phát tăng nhiệt nóng sốt, vã mồ hôi, mệt mỏi. Khi viêm vào màng não thì thấy nhức đầu. Sau đó, nước não tủy bị viêm, tăng áp suất lên não và cột sống, tạo hiện chứng cứng gáy (bệnh nhân không thể cho cằm chạm vào ngực), nôn ói, chóng mặt, sợ ánh sáng và co giật, hôn mê.
Quan trong hơn cả là bệnh VMN do meningococcus có thể cấp tốc gây chứng nhiễm trùng huyết cực kỳ trầm trọng, làm suy tuyến tiền thận, tạo vết bầm ửng đỏ đặc biệt trên da (do vi trùng phát triển cực nhanh, theo mạch máu lan đến cuối tiểu động mạch và làm hủy các mô trong người, kể cả da, đầu ngón tay, ngón chân, mũi, mắt, và cơ quan nội tạng) và gây tử vong trong vòng vài tiếng đồng hồ nếu không kịp chữa trị.

## Chẩn đoán
Chẩn đoán xác định dựa trên triệu chứng màng não, các triệu chứng chức năng, thực thể. Nhưng muốn chắc chắn phải chọc dò tuỷ sống, nhất là muốn tìm nguyên nhân, không chọc tuỷ sống không thể xác định chắc chắn.
Bảng đối chiếu dịch não tuỷ bình thường và bệnh lý:
| Bệnh                          | Màu sắc | Áp lực                | Tế bào                     | Albumin    | Glucose                      | Muối                  | Chú ý                             |
| ----------------------------- | ------- | --------------------- | -------------------------- | ---------- | ---------------------------- | --------------------- | --------------------------------- |
| Bình thường                   | Trong   | 7 – 20 cm nước        | 0 – 3 trong 1mm3           | 14 –45 mg% | 50 – 75 mg% >1/2 đường huyết | 700–800 mg%           | Glucose thay đổi theo glucose máu |
| Lao màng não                  | Trong   | Tăng                  | Nhiều tân cầu              | Tăng       | Giảm                         | Giảm                  | Tìm BK trong nước não tuỷ         |
| Viêm màng não do virut        | Trong   | Bình thường hoặc tăng | Rất nhiều tân cầu          | Hơi tăng   | Bình thường                  | Bình thường           | Cấy nước não tuỷ (-)              |
| U màng não hoặc U não         | Trong   | Tăng nhiều            | Bình thường                | Rất tăng   | Bình thường                  | Bình thường           | Chống chỉ định chọc nước não tuỷ  |
| Chảy máu màng não             | Đỏ      | Hơi tăng              | Nhiều hồng cầu             | Tăng ít    | Bình thường                  | Bình thường           |                                   |
| Viêm màng não mủ do tạp khuẩn | Đục mủ  | Tăng nhiều            | Rất nhiều bạch cầu đa nhân | Tăng       | Giảm                         | Bình thường hoặc giảm | Soi, cấy thấy vi khuẩn            |

## Chẩn đoán gián biệt viêm màng não vi khuẩn với viêm màng não virus
Các Bác sĩ đã báo cáo trong tạp chí "The Archives of Pediatrics and Adolescent Medicine" tháng 12/2008. Procalcitonin huyết thanh có độ nhạy và độ đặc hiệu cao để phân biệt viêm màng não vi khuẩn và viêm màng não nước trong ở bệnh nhi.
	Theo BS. Martin Chalumeau và cộng sự: "Phân biệt giữa viêm màng não vi khuẩn và viêm màng não nước trong tại phòng Cấp cứu có thể giúp giới hạn việc sử dụng kháng sinh và nhập viện không cần thiết. Tuy nhiên, do những hậu quả của việc chẩn đoán chậm trễ của viêm màng não vi khuẩn có thể rất trầm trọng, bất kỳ phương tiện chẩn đoán đề nghị nào cũng phải đạt được độ nhạy 100%".
	BS. Chalumeau tại bệnh viện Saint-Vincent de Paul, Paris và cộng sự đã phân tích số liệu từ các nghiên cứu hồi cứu được tiến hành tại sáu trung tâm chăm sóc cấp 3 tại năm quốc gia, họ cũng đã so sánh các chỉ số thực hiện của máu và dịch não tủy để xác định viêm màng não vi khuẩn.
	Kết quả phân tích bao gồm 198 bệnh nhân từ 1 tháng tuổi đến 16 tuổi. 96 bệnh nhân (48%) bị viêm màng não vi khuẩn và 102 (52%) bệnh nhân bị viêm màng não nước trong.
	Các tác giả báo cáo, nồng độ procalcitonin cao hơn một cách có ý nghĩa so với các chỉ số sinh học khác (p=0,001). Nồng độ procalcitonin 0,5 ng/mL hoặc cao hơn có độ nhạy 99% và độ đặc hiệu 83% để xác định viêm màng não vi khuẩn.
	Mặc dù độ nhạy và độ đặc hiệu của CRP, nồng độ protein trong dịch não tủy và số lượng bạch cầu trung tính trong dịch não tủy cũng tốt, chúng có ý nghĩa thấp hơn so với procalcitonin.
	Nhóm nghiên cứu của BS. Chalumeau cho rằng kết hợp procalcitonin với các chỉ số khác trong việc quyết định lâm sàng có hiệu quả sẽ tăng độ đặc hiệu và tránh chẩn đoán nhầm.
	Tuy nhiên, họ cũng cho rằng cần phải có thêm các nghiên cứu tiền cứu xác nhận trước khi nồng độ procalcitonin có thể được sử dụng thường quy như là một quy tắc để quyết định nhập viện và/hoặc điều trị trong trường hợp viêm màng não trẻ em.

## Điều trị
Hiện tại viêm màng não chưa có thuốc chữa và chỉ có thuốc ngừa

## Phòng ngừa
- Vắc-xin tiêm ngừa chống vi trùng [3]:

Phòng bệnh viêm não Nhật Bản tốt nhất là bằng cách tiêm vaccin phòng viêm não Nhật Bản để tạo nên miễn dịch cho trẻ em ở một số nước châu Á, nơi có bệnh lưu hành. Hiện nay chưa có biện pháp điều trị đặc hiệu đối với bệnh viêm não Nhật Bản nên biện pháp phòng bệnh vẫn là giải pháp cần thiết.
Có thể phòng bệnh bằng cách mặc áo quần bảo hộ, dùng hóa chất xua muỗi, lưới bảo vệ nhà cửa, màn chống muỗi, hương xua muỗi và tránh các hoạt động ở ngoài trời vào buổi chiều khi không cần thiết. Việc dùng hóa chất phun tồn lưu nhà cửa, chuồng gia súc ở các vùng nông thôn để phòng chống muỗi Culex, trung gian truyền bệnh viêm não Nhật Bản thường không có hiệu quả do tập tính đốt người và trú ẩn ngoài nhà của loài muỗi này. Ở một số vùng, có thể phòng chống bệnh bằng cách thả cá ăn bọ gậy, biện pháp làm hạn chế nơi muỗi đẻ trứng ở ruộng lúa và hệ thống mương máng. Việc phun hóa chất để diệt muỗi trú ẩn ngoài trời chỉ áp dụng khi xảy ra dịch. Ở những vùng có bệnh viêm não Nhật Bản lưu hành, cần nhốt gia súc và làm chuồng gia súc cách xa nhà ở; đặc biệt là đối với loài lợn.